# Simon Buri

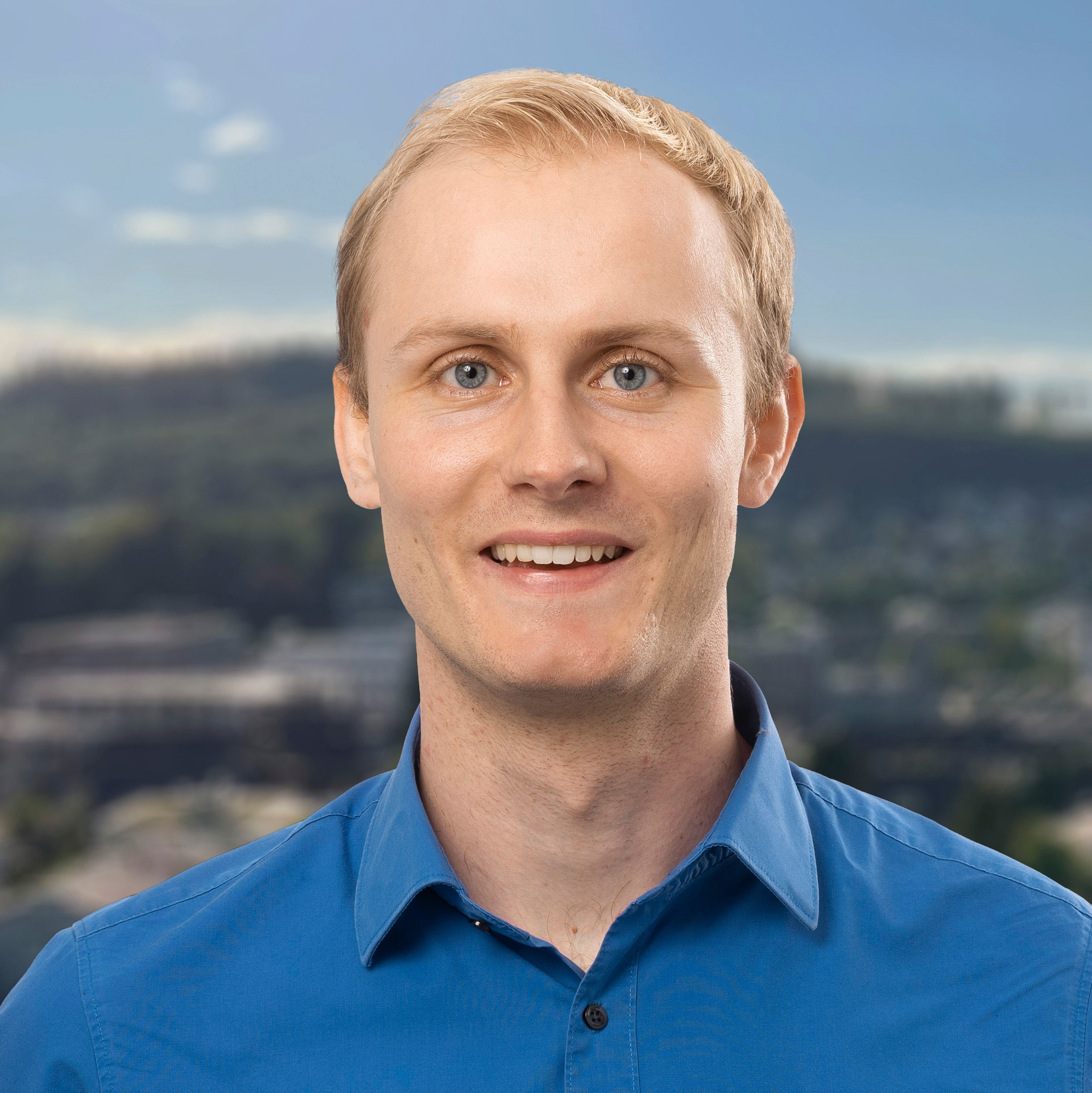
Simon Buri (2022)

Simon Buri (* 27. Februar 1996) ist ein Schweizer Politiker (GLP).
Er ist seit dem 1. Juni 2022 Mitglied des Grossen Rats des Kantons Bern. Seit Anfang 2023 ist er Mitglied der Kommission für Staatspolitik und Aussenbeziehungen (SAK). Zudem ist Buri seit 2018 Gemeinderat, seit 2019 Vizegemeindepräsident von Konolfingen, wo er dem Ressort Hochbau und Planung vorsteht.
Buri hat einen Fachhochschulabschluss als Betriebsökonom und Spezialist Wissens- und Projektmanagement beim Bundesamt für Raumentwicklung (ARE).
Er wohnt in Konolfingen, wo er auf einem Bauernhof aufwuchs.